# Lorna la reina de la selva
Lorna la reina de la selva, luego renombrada "Lorna la muchacha de la selva" (en inglés Lorna the jungle queen y Lorna the jungle girl) es la principal protagonista de un cómic creado por el escritor Don Rico y el dibujante Werner Roth publicado por la compañía Atlas Comics, predecesora de Marvel Comics en los años 1950s.Los cómics de Lorna des el # 1 al # 22 inclusive se produjeron  durante la última etapa de la Edad de Oro de las historietas estadounidenses, mientras que desde el # 23 al # 26 formaron parte de la llamada Edad de Plata.

## Trayectoria editorial
Lorna debutó como personaje de su propia revista en julio de 1953 en el cómic titulado "Lorna, la reina de la selva" (Lorna the Jungle Queen #1). Mantuvo ese título hasta el # 5 inclusive tras lo cual el cómic pasó a llamarse "Lorna, la muchacha de la selva" ("Lorna the jungle girl") editándose otros 21 números. Habitualmente cada revista constaba con tres aventuras de Lorna además de algún unitario protagonizado por alguno de sus amigos como el jefe nativo M'Tuba o el aventurero Greg Knight.
Una amplia lista de artistas colaboraron en el cómic ilustrando las portadas, entre ellos Carl Burgos, Vince Colletta, Russ Heath, Joe Maneely, y Syd Shores. Bill Everett.  Jim Mooney inicialmente participó como ilustrador de los episodios suplementarios del personaje de Greg Knight, junto con John Romita Sr., George Tuska y el mismo Syd Shores.
Si bien no se crearon nuevas aventuras del personaje luego de las originales publicadas en los 50s, los episodios fueron reimpresos durante la década de 1970 por Marvel, en Jungle Action # 1, 4, y 6. Posteriormente en 2010 fueron nuevamente compilados en tres volúmenes de tapa dura. 

### Apariencia y parafernalia
Lorna se muestra como una joven adulta de cabello rubio ondulado, ojos azules y gruesos labios pintados en color morado, con rasgos estéticos faciales y peinado similares a los de las actrices Anita Ekberg, Jayne Mansfield, Mamie Van Doren o Diana Dors en los años 50s. En el primer capítulo ella aparece como una exploradora y cazadora vestida con camisa, sombrero, pantalón corto y calzado de exploración. Luego de ser entrenada por su amigo y tutor nativo M'Tuba a las costumbres de la vida salvaje, Lorna se viste con un vestido corto con falda, confeccionado por la piel de dos animales diferentes, siendo la parte superior de antílope y la falda de piel de leopardo, sugerentemente el que ella caza con un cuchillo en el capítulo # 1.Lleva a la vez varios accesorios como brazaletes metálicos en sus brazos, unos grandes aros de argolla, cinturón de cuero y uno o varios collares de perlas y dientes de cocodrilo que le cubren el cuello. Pese a que  varias de las portadas ella aparece con los pies descalzos, en sus aventuras lleva puestas unas sandalias de cuero abiertas atadas a sus pantorrillas con tiras entrelazadas. Sus armas habituales son la lanza y el cuchillo. Durante el último capítulo Lorna es llevada a la ciudad y allí viste un vestido color rosado, aunque luego se ve envuelta en una aventura por la captura de una bestia salvaje, que la obliga a ponerse nuevamente su atuendo habitual. 

### Biografía del personaje
Lorna vivía con su padre, un cazador ya entrado en años, en algún lugar de la selva africana donde este es atacado por un león que le produce una gran herida mortal en una de sus piernas.Quedando Lorna sola en la selva, recurre al guía nativo y amigo de ella y su padre para aprender de él los secretos de la vida silvestre. M'Tuba le enseña a utilizar la lanza y el cuchillo como armas de caza y de defensa, aprendiendo Lorna con tal celeridad que el mismo M'Tuba reconoce que es ella ahora quien se ha convertido en la maestra. 
Poco después ellos son capturados por una pequeña tribu de cazadores de cabezas llamados Wafisi, que pretenden sacrificarlos en un antropófago ritual. Mikki, un pequeño simio mascota de M'Tuba logra proveer a Lorna de un cuchillo con el cual ella corta las ligaduras que la atan a un poste junto a su amigo. Ella combate cuerpo a cuerpo al médico brujo de la tribu, que ve la muerte al caer sobre su propio puñal. Tras ello, Lorna impone a M'Tuba como nuevo jefe de la tribu, a la vez que los nativos comienzan a adorarla y reverenciarla llamándole con los epítetos de "diosa blanca" o "reina de la selva". 
Lorna le explica a M'Tuba que viajará por África en busca de aquellos que necesiten su ayuda y éste le regala a su pequeño mono Mikki para que la acompañe en sus viajes.
Más tarde ella conoce al explorador Greg Knight, quien se convertiría en el interés amoroso idílico de Lorna, aunque él se muestra siempre dubitativo respecto a una relación con Lorna, debido a que previamente había padecido un desengaño amoroso que lo lleva a estar algo resentido y desconfiado sobre las relaciones de pareja. No obstante, con el correr del tiempo, Greg se vuelve una compañía inseparable para Lorna.

### Habilidades
Lorna no posee poderes sobrenaturales aunque tiene habilidades extraordinarias para utilizar de manera certera la lanza y el cuchillo, columpiarse sobre los árboles y lianas o comunicarse con su mico Mikki. También ha demostrado a lo largo de sus aventuras, que es hábil en la lucha cuerpo a cuerpo igualando o superando incluso tanto a otros humanos como a animales salvajes.  

## Personajes principales
- Lorna, la protagonista principal del cómic[10]
- Greg Knight, un explorador norteamericano que se convierte en el interés romántico de Lorna. Con el tiempo llegó a tener sus propias aventuras independientes como personaje de apoyo dentro de los mismos álbumes de historietas de Lorna.[10]
- M'Tuba, guía nativo y amigo de Lorna el cual le enseña a utilizar la lanza y el cuchillo al igual que a sobrevivir en la jungla. De manera similar a Greg Knight, él también tuvo sus capítulos unitarios dentro de la tira de Lorna como personaje de respaldo.[5]
- Mikki el mico que M'Tuba le obsequia a Lorna, un simpático y habilidoso mono que ayuda a su amiga Lorna en diversas oportunidades.[10]
- Agu el gigante, un gorila de dimensiones colosales similar a King Kong.[1]

## Reconocimientos
En el año 2020 CBR.com colocó a Lorna en el puesto # 10 de la lista de las "10 mejores heroínas de la Edad de Oro de Marvel".

### En la cultura popular
En el capítulo "Man Killer" de la primera temporada de la serie televisiva de los años 60s Tarzán protagonizada por Ron Ely la trama parece hacerle un guiño a uno de los capítulos de Lorna la muchacha de la selva titulado "The man-killer" (El asesino) donde además de la similitud del título, tanto Tarzán como Lorna se enfrentan a un asesino ataviado como hombre leopardo.